# Tinissa araucariae
Tinissa araucariae är en fjärilsart som beskrevs av Robinson 1976. Tinissa araucariae ingår i släktet Tinissa och familjen äkta malar. Inga underarter finns listade i Catalogue of Life.